# Маківське нафтове родовище
Маківське нафтове родовище — належить до Монастирищенсько-Софіївського нафтоносного району Східного нафтогазоносного регіону України.

## Опис
Розташоване в Ічнянському районі Чернігівської області.
Розташоване в приосьовій зоні півн.-зах частини Дніпровсько-Донецької западини. Малоамплітудна брахіантиклінальна складка північно-західного простягання у г.п. верхнього візе розмірами 2,3×1,2 м по ізогіпсі -3350 м, виявлена у 1983 році. У 1987 році з верх.-візейських відкладів в інтервалі 3496-3503 м одержано фонтан нафти дебітом 140 т/добу через штуцер діам. 7 мм.
Поклад нафти пластовий, склепінчастий. Колектори — пісковики та алевроліти. 
Експлуатується з 1988 року. Режим розробки водонапірний. Запаси початкові видобувні категорій А+В+С1 — 137 тис.т нафти. Густина дегазованої нафти 822,7 кг/м³.